# Dr. Tulp anatómiája
Dr. Tulp anatómiája (De anatomische les van Dr. Nicolaes Tulp) Rembrandt 1632-es csoportos portréfestménye dr. Nicolaes Tulp holland sebész anatómiaórájáról. A holland festészet aranykorának egyik kiemelkedő alkotása.

## A mű
A 17. században a nyilvános anatómiaelőadásokon orvosok, orvostanhallgatók és más érdeklődők is részt vehettek. A festményen megörökített esemény feltehetően az 1632. január 31-én engedélyezett évi egyetlen nyilvános boncolás volt, amelyet dr. Nicolaes Tulp, Amszterdam városának anatómusa tartott. A város ehhez egy kivégzett elítélt holttestét biztosította, aki ebben az esetben valószínűleg Aris Kindt (alias Adriaan Adriansz) 41 éves bűnöző volt, akit fegyveres rablásért akasztottak fel.
Rembrandtot az amszterdami sebészek céhe kérte fel a festmény elkészítésére, amelyen ábrázolt összes személy (Jacob Blok, Adraen Slabran, Mathijs Kalkoen, Jacob de Witt, Frans van Loenen, Hartman Hartmansz és Jacob Koolvelt) honoráriumot fizetett azért, hogy szerepelhessen a képen. A boncolások egyik fontos szereplője, a preparátor, akinek a holttest előkészítése, feltárása volt a feladata, nem szerepel a festményen. Akkoriban a tudósok is szívesebben bízták rájuk a véres boncolást. Ez az oka annak, hogy egyetlen érfogón kívül nem látunk sebészeti eszközöket, helyette a kép jobb oldalán egy nyitott könyv látható, alkalmasint Vesalius De humani corporis fabrica (1543) című műve.
A művész kézjegyét a festmény hátterében a falra tűzött dokumentumon tüntette fel (Rembrandt. f 1632). Röntgenvizsgálattal megállapították, hogy balról az első és középen legfelül álló két alakot Rembrandt csak később festette rá a képre.
Rembrandt festménye nem felel meg a mai szakmai kánonnak: ma a boncoláson mindig a mellkast és a hasüreget nyitják fel először, nem pedig a végtagokat, mert a belső szervek hamarabb bomlanak le. Bár a holttest anatómiai ábrázolása több helyen is pontatlan, a szakemberek mégis úgy vélik, hogy a festő kimagasló anatómiai ismeretekkel rendelkezett.